# Tramway de Nice et du Littoral
Pour le réseau de tramway actuel de Nice, voir Tramway de Nice.
 (octobre 2013).
Le Tramway de Nice et du Littoral est un réseau de tramway qui a desservi  Nice et les communes du département des Alpes-Maritimes entre 1878 et 1953.

## Histoire

### Origine

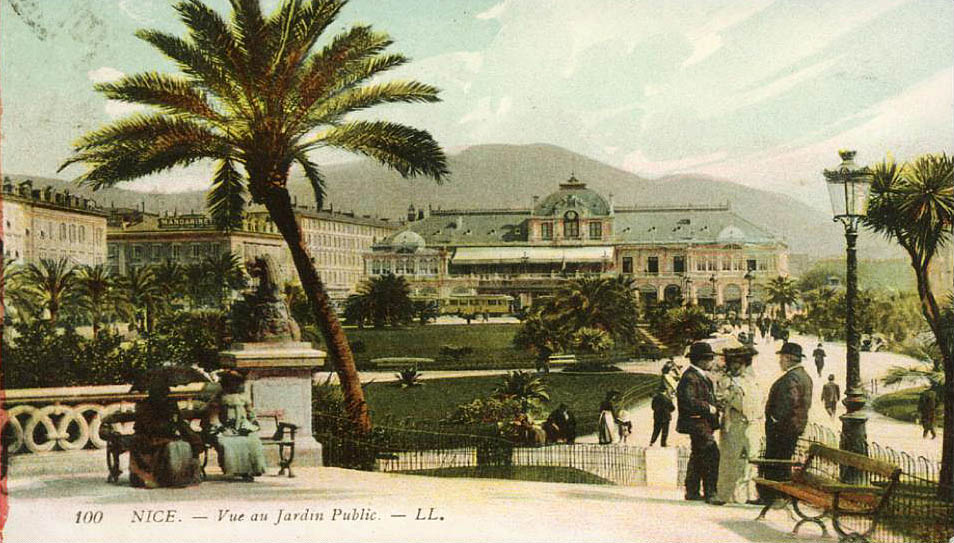
Un tramway (en livrée jaune), sur la place Masséna au début de l'exploitation, photographié depuis le jardin public.

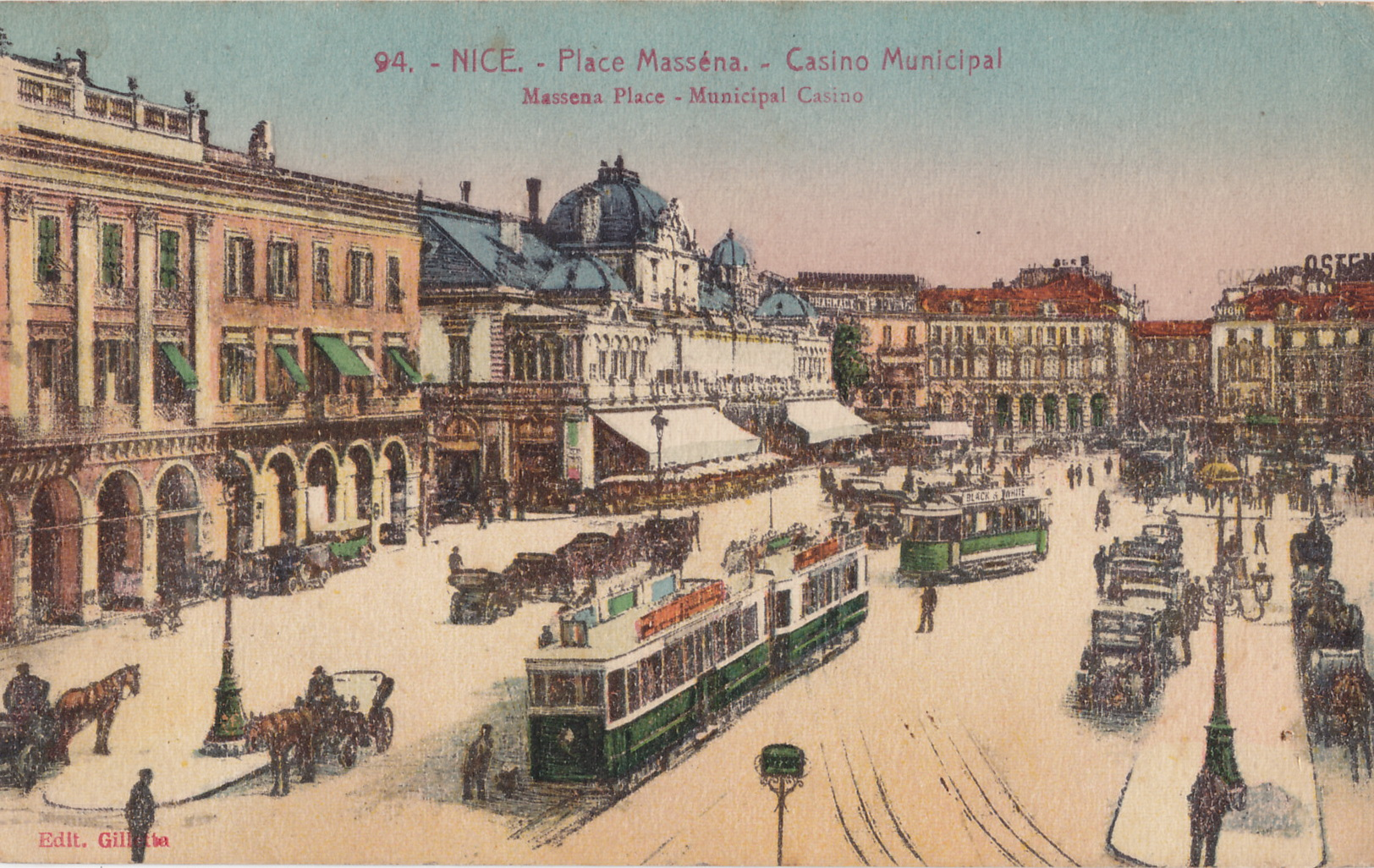
Motrice et remorque de 1925, place Masséna.

La Société financière de Paris, associée à la  Société de Travaux Publics et de Constructions, se voit chargée de la construction et l'exploitation d'un réseau de tramway à chevaux, en 1876 par la ville de Nice.

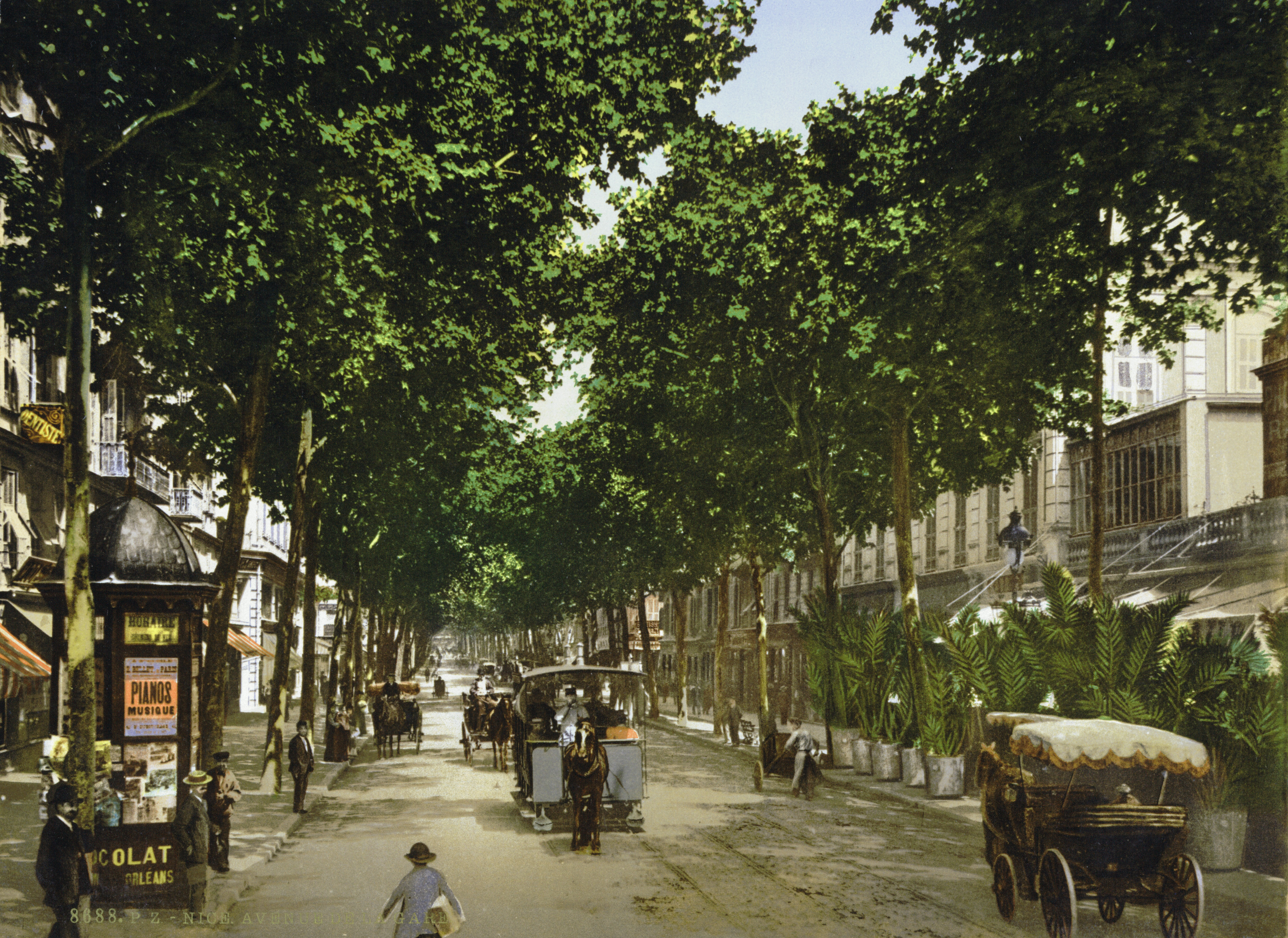
Un tramway à cheval avant 1900.

Un premier service de tramway à traction hippomobile, est mis en service le 27 février 1878 et inauguré le 3 mars suivant.
Le réseau comprend 4 lignes :
- Place Masséna - Pont Magnan ;
- Place Masséna - Abattoirs ;
- Place Masséna - Saint-Maurice ;
- Pont Magnan - Sainte-Hélène.

Les lignes sont établies à voie unique à l'écartement de 1 440 mm.
Le réseau est rétrocédé à la Compagnie Générale des Omnibus de Marseille, le 4 septembre 1879. Puis après la déchéance de cette dernière, la Société nouvelle des Tramways de Nice (SNTN) reprend l'exploitation du réseau, en 1887.
Par ailleurs, la Compagnie Anonyme des Tramways Électriques de Nice-Cimiez se voit attribuer une concession pour une ligne de tramway, entre la rue de l'Hôtel des Postes et le jardin zoologique de Cimiez, par décret du 4 août 1895. Cette ligne est construite à l'écartement de 60 cm et utilise la traction électrique par accumulateurs du fait de son profil difficile. Elle est mise en service le 24 novembre 1895.

### La Compagnie des Tramways de Nice et du Littoral (TNL)

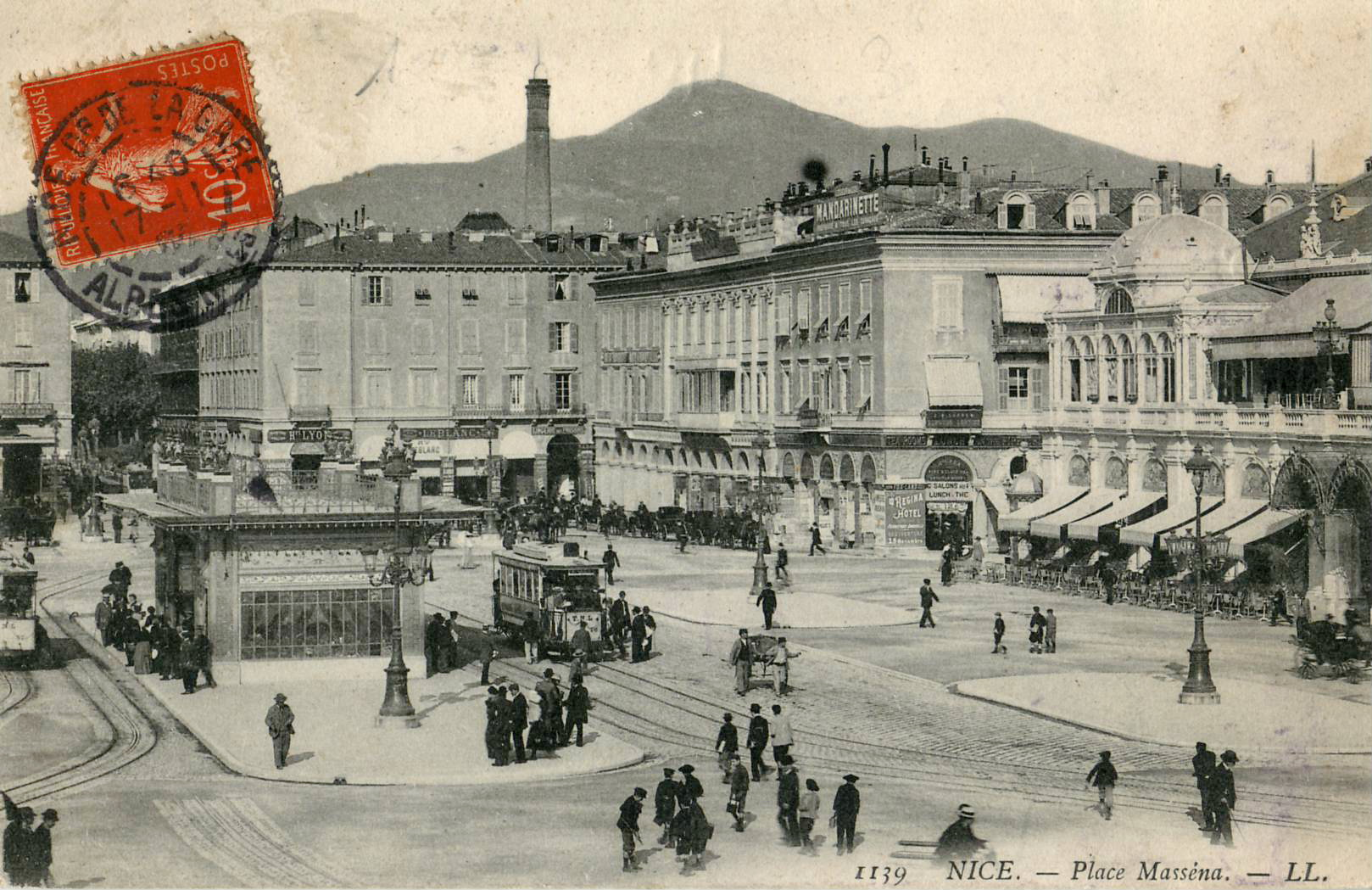
La place Masséna était un des pôles du réseau.

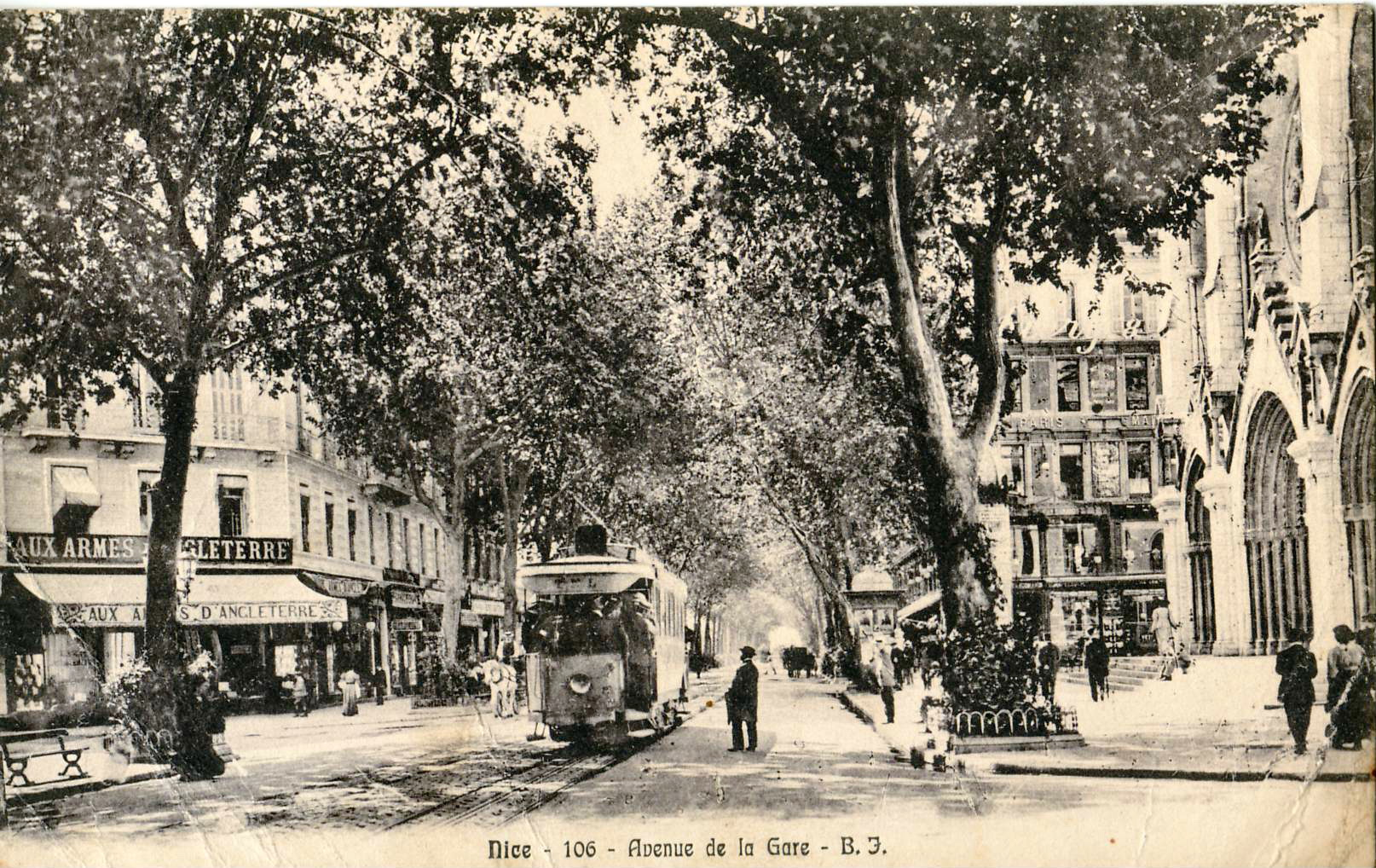
Tramway, avenue de la Gare.

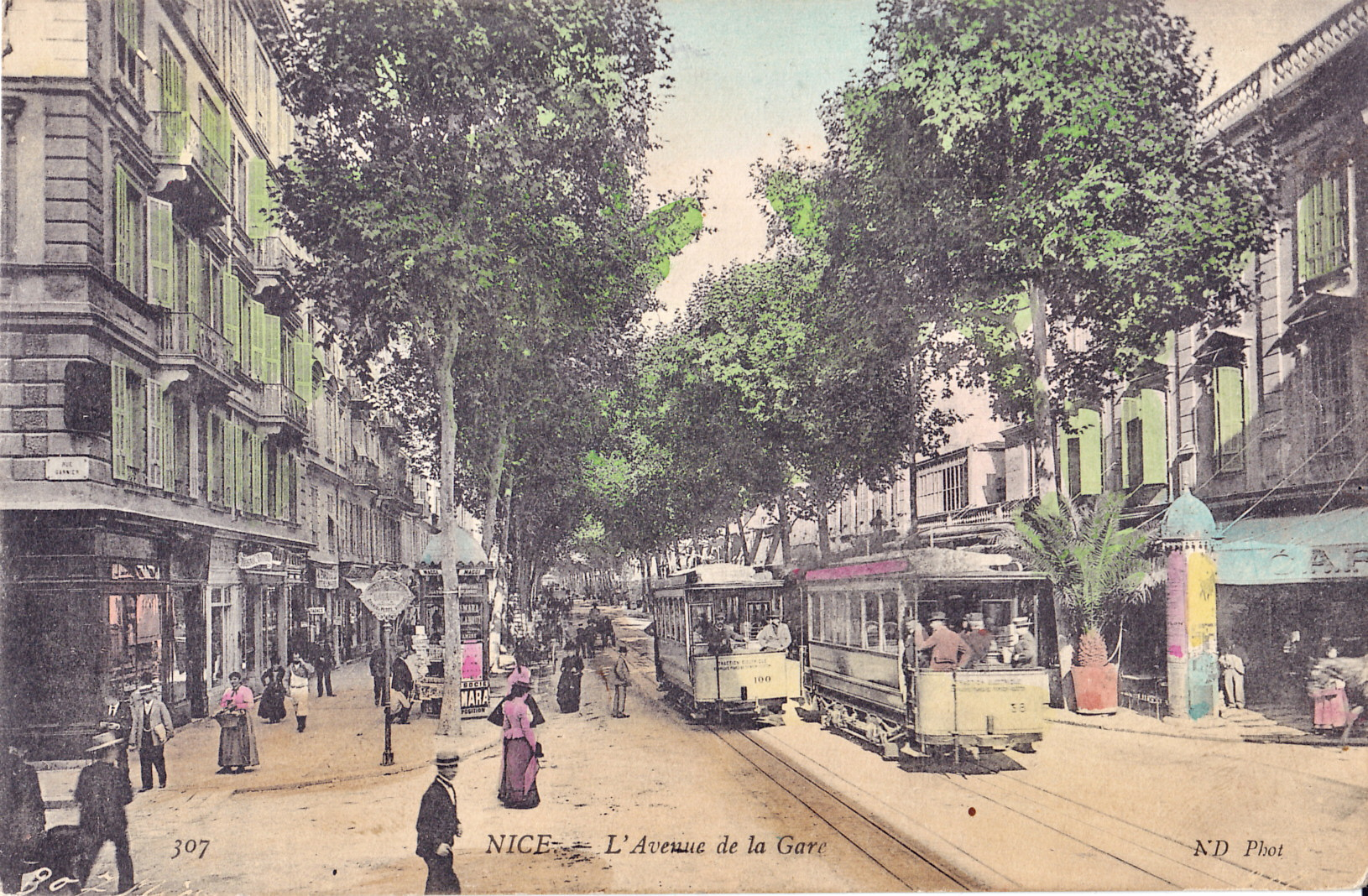
Croisement de deux trams, également avenue de la Gare.

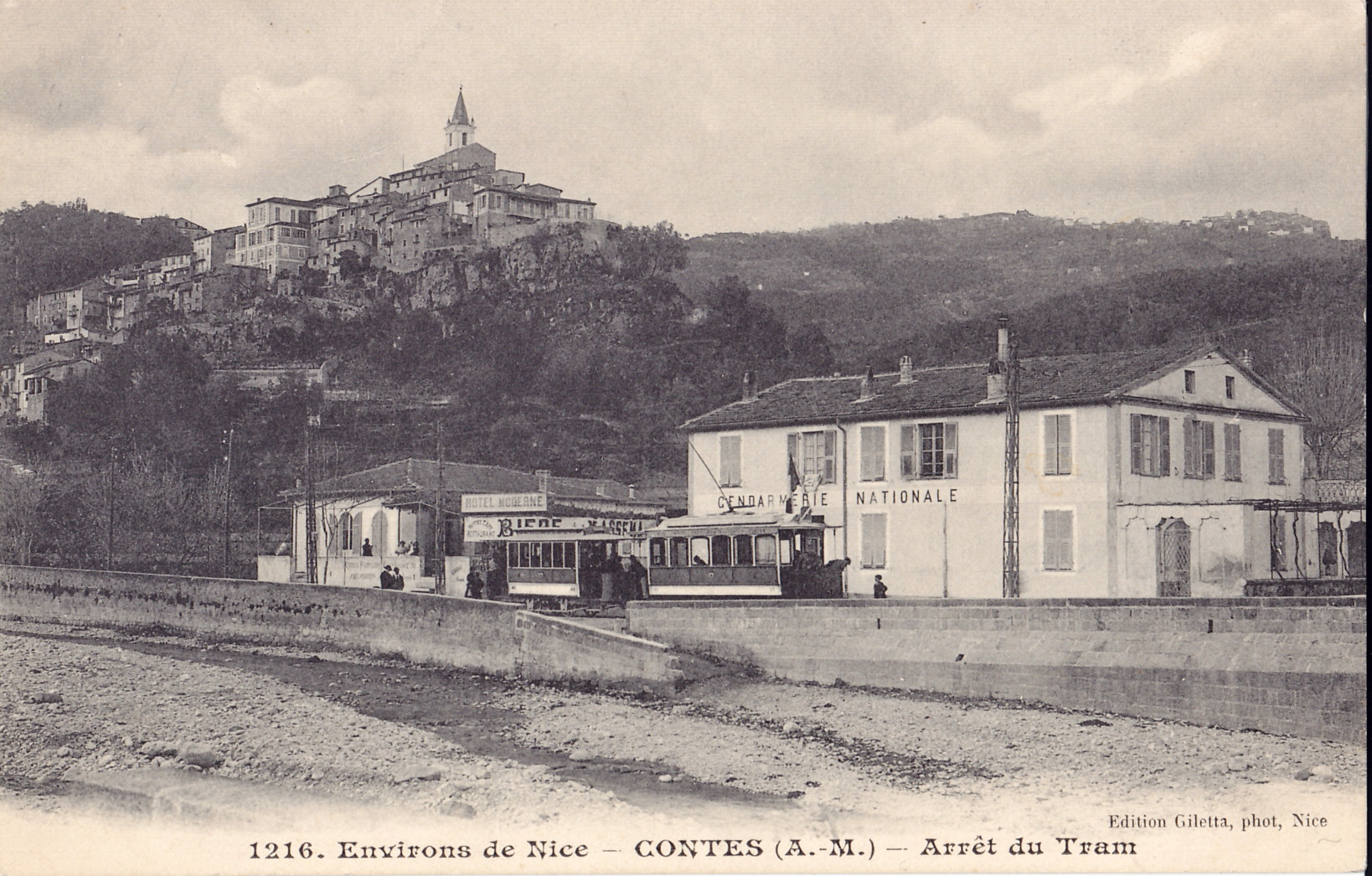
Un tram et sa remorque à Contes.

Cette compagnie, nouvellement créée se substitue à l'ancienne « Société nouvelle des Tramways de Nice », le 16 septembre 1897.
Son but est :
- de créer un Réseau du littoral, allant de Cagnes à Menton, avec embranchement au port de Nice et à Contes.
- d'électrifier le réseau urbain, constitué des lignes ouvertes et exploitées avec la traction animale.
- de reprendre l'exploitation de la ligne de Cimiez, en abandonnant le tramway à accumulateurs et en la convertissant à l'écartement métrique. Cet ensemble est appelé réseau urbain.

Les lignes ouvrent dans l'ordre suivant :
- Nice - Cimiez, le 13 janvier 1900
- Place Masséna - Villefranche-sur-Mer, le 1er février 1900
- Nice - Saint Laurent du Var, le 7 février 1900
- Le port - Saint Maurice, le 12 février 1900
- Nice - Cagnes, le 14 mars
- Nice - Contes, le 2 juin 1900
- Nice - Beaulieu, le 3 juin
- Magnan - Saluzzo (via la rue Lépante), le 3 novembre 1902
- Gambetta - Massena (via l'avenue Joseph Garnier), le 3 novembre 1902

Le centre du réseau est situé sur la place Masséna où convergent la majorité des lignes.
Toutes les lignes sont électrifiées par caniveau souterrain dès leur mise en service, et un parc de 100 motrices est utilisé.

### La Compagnie des tramways de Monaco
La Compagnie des Tramways de Monaco  est fondée en 1897 par monsieur Crovetto entrepreneur monégasque.
Elle obtient la concession de plusieurs lignes :
- Place d'Armes - Saint Roman, ouverte le 14 mai 1898
- Gare de Monaco - Place du Gouvernement, ouverte le 11 mars 1899
- Casino - Gare de Monte-Carlo, ouverte le 3 mai 1900

En 1900, le réseau est relié à celui des tramways TNL (ligne Nice - Monte Carlo).
En 1908, la compagnie est absorbée par la compagnie TNL.
En 1931, le 26 janvier, les tramways disparaissent de la principauté.

### La ligne de Monaco et Menton
Cette ligne relie Nice, Villefranche, Beaulieu, Monaco et Monte Carlo par un tracé établie sur la route en corniche. Elle est ouverte le 7 novembre 1903. Un prolongement de Monaco à Menton est ouvert le 20 décembre 1903. La ligne est en contact avec le réseau des tramways urbains de Monaco.

### Les extensions
Les extensions ont lieu à deux titres :
- la création d'un réseau départemental sur le territoire du département des Alpes Maritimes ;

Carte animée de l'évolution des infrastructures ferroviaires de Nice, dont celle des anciens et actuels tramways, de 1875 à nos jours.

- l'extension du réseau urbain.

#### Réseau départemental

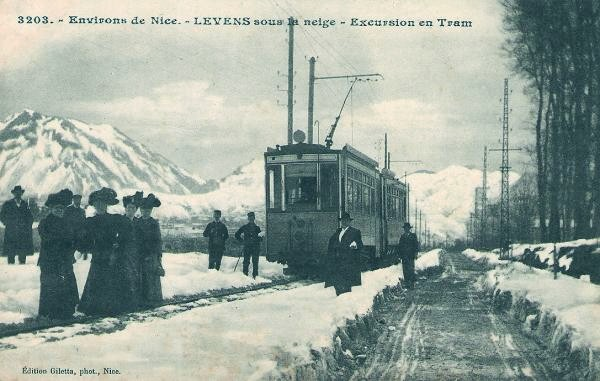
Le tramway à Levens.

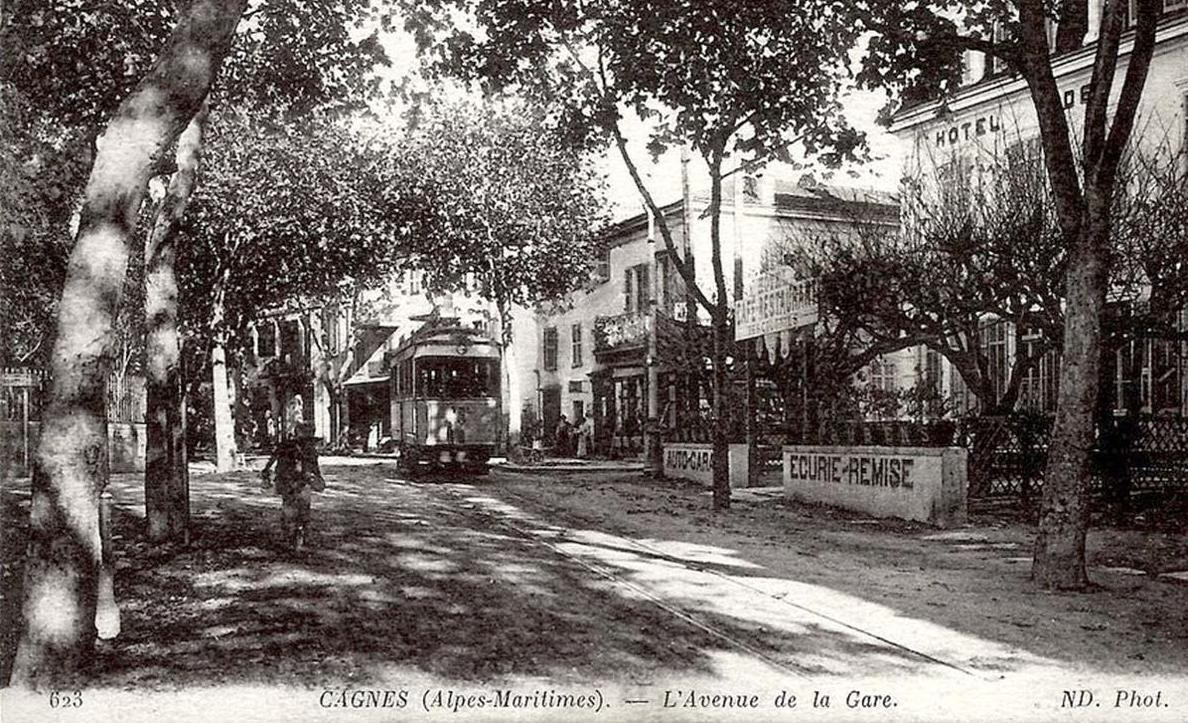
Le tramway à Cagnes

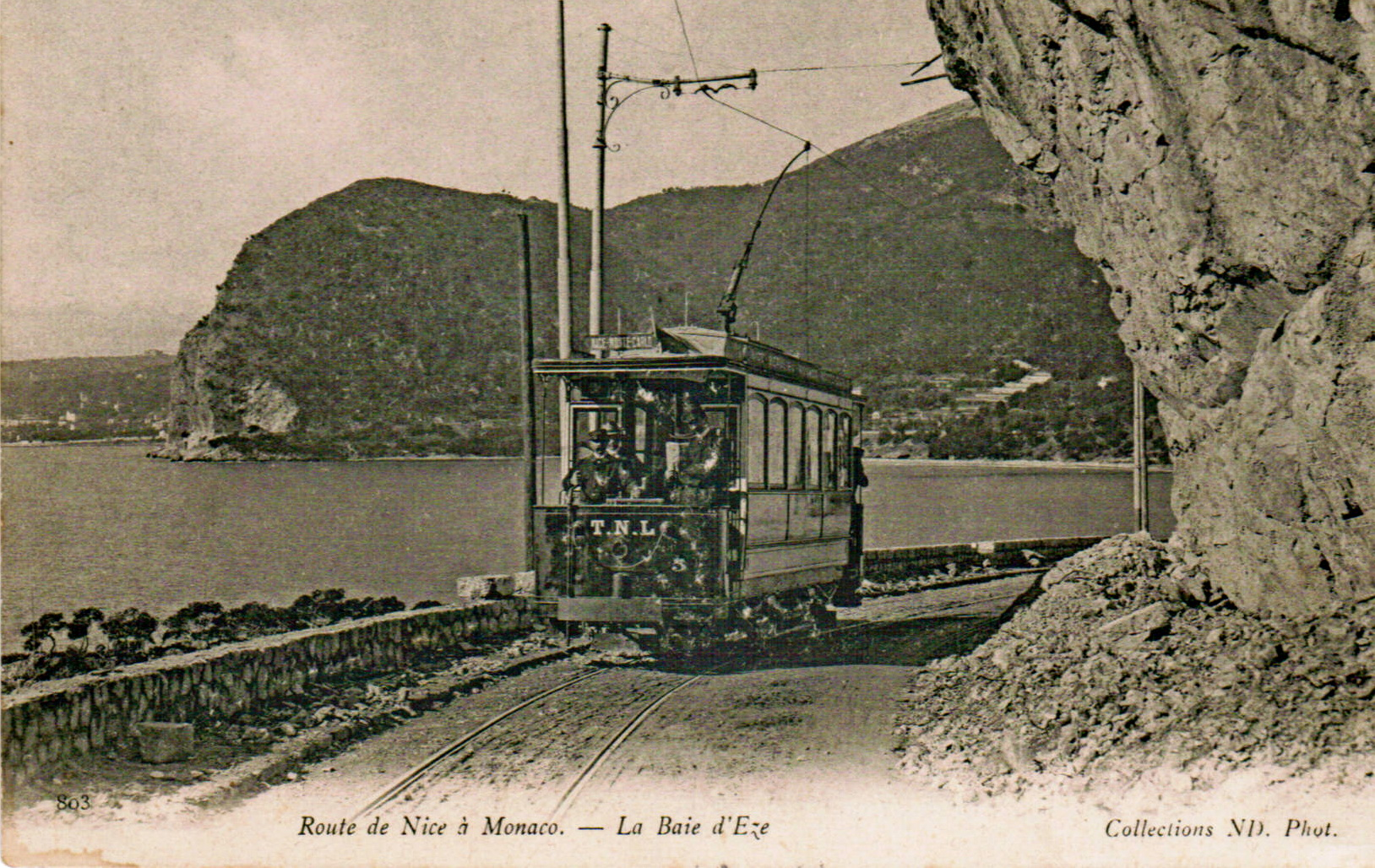
Le tramway au tout début du XX, sur la Corniche.

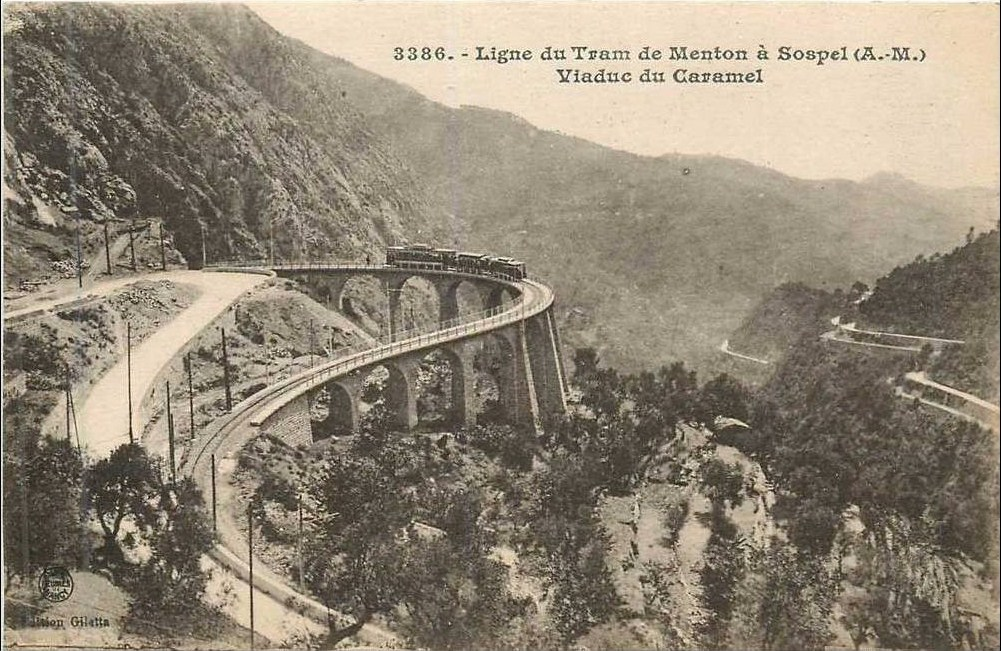
Le viaduc du Caramel sur la ligne de Menton à Sospel.

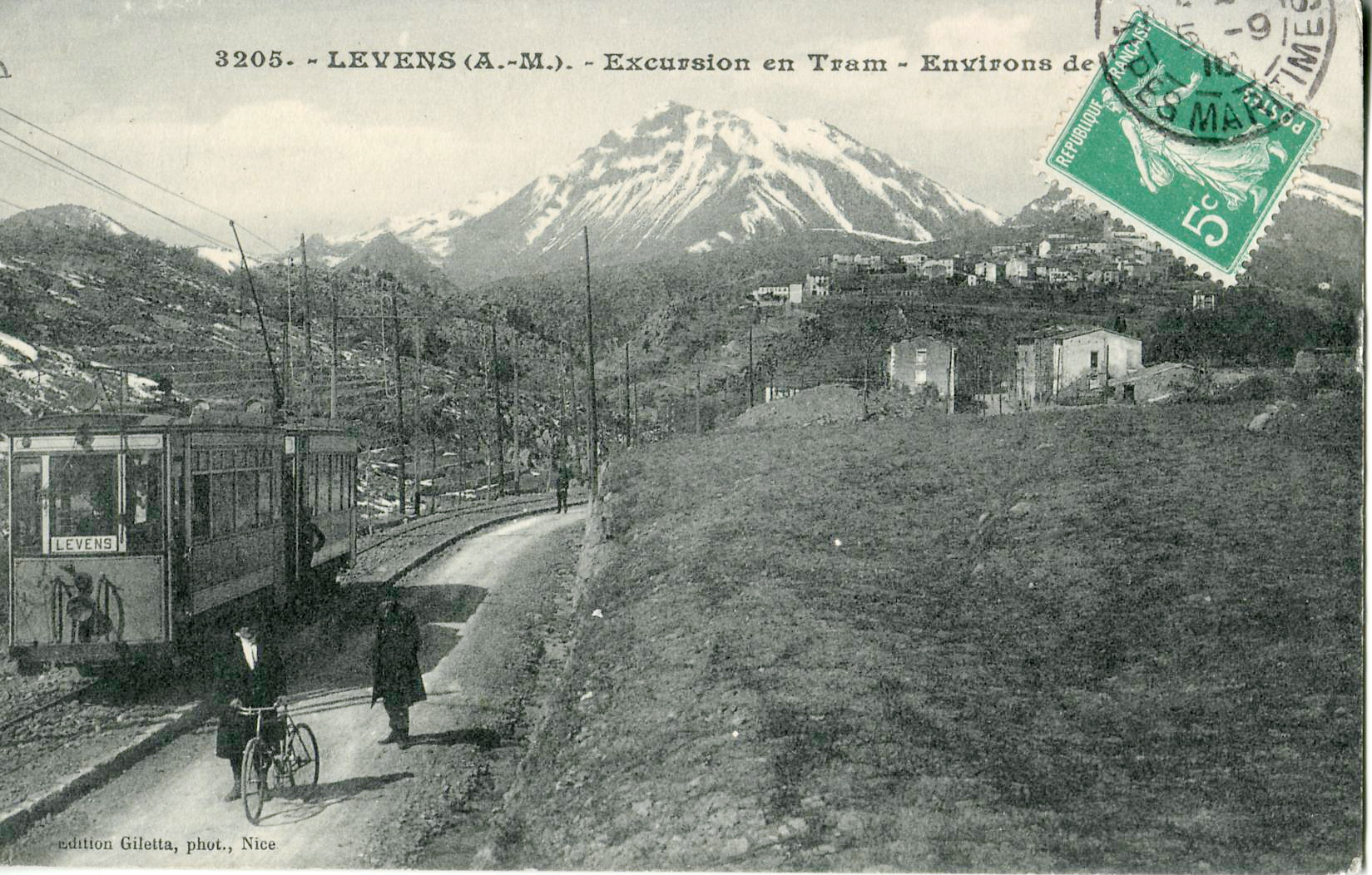
Tramway arrivant à Levens. La carte postale insiste sur le rôle touristique de la ligne pour faire des excursions dans l'arrière pays.

Le réseau départemental de tramways comprend un ensemble de 14 lignes à construire qui sont attribuées aux TNL et à la Compagnie des chemins de fer du Sud de la France. Cette dernière les confiera à sa filiale : la compagnie des tramways des Alpes-Maritimes.
Les lignes ont été réparties selon des critères géographiques de proximité des réseaux. Ainsi les TNL ont obtenu la concession des lignes suivantes :
- Le Pont-de-Saint-Jean (commune de Villefranche-sur-Mer) - Saint-Jean-Cap-Ferrat, ouverte le 7 décembre 1907
- Nice - Levens, ouverte le 15 juin 1908
- Cagnes - Antibes et le Cap d'Antibes, ouverte le 1er février 1909
- Contes - Bendejun, ouverte le 1er février 1909
- Pont de Peille - La Grave de Peille, ouverte en 1911
- Menton - Sospel
  - Menton - Villa Caserta, ouverte en octobre 1911
  - Villa Caserta - Sospel, ouverte le 15 avril 1912
- La Grave de Peille - L'Escarène, ligne jamais réalisée

Toutes ces lignes sont déclarées d'utilité publique le 10 février 1906.
Le tramway atteint ainsi Antibes, où il donne correspondance au réseau des tramways de Cannes.

#### Réseau urbain
- Magnan - La Madeleine, 27 avril 1908

### La ligne de Menton à Sospel
Cette ligne reliant Menton à Sospel est ouverte le 15 avril 1912, dans le cadre de la construction du réseau départemental. Sa longueur est de 18 km. Elle marque la fin de l'extension des TNL.

### L'apogée du réseau de tramways
En une quinzaine d'années, la croissance de la population de Nice et des villes et villages des alentours a nécessité un développement rapide du réseau.
En 1930, le réseau TNL comptait 144 km de voies, et possède alors un parc de 183 motrices et 96 remorques.

### Évolutions et fin du réseau
Les lignes côtières souffrent de la forte concurrence des véhicules routiers. Elles disparaissent dès 1929. La totalité du réseau suburbain est supprimé en 1934. À l'époque, la presse, enthousiaste pour l'automobile, a salué la disparition de ce vieux moyen de transport.
La municipalité décide alors de fermer progressivement les lignes urbaines. Seules quatre lignes subsistent en 1939 :
- Ligne 3 : Abattoirs - La Madeleine- Trinité Victor
- Ligne 9 : Port - Saint Augustins
- Ligne 22 : Gare PLM - Carras
- Ligne 35 : Rue Hôtel des Postes- Cimiez

Pendant la Seconde Guerre mondiale, deux lignes sont rouvertes. Tous les autobus ont été réquisitionnés.
- Ligne 6 : Passage à niveau - Pasteur
- Ligne 7 : Passage à niveau - Riquier

Les lignes de Contes et de La Grave de Peille sont également rouvertes.
Le réseau compte alors 48 motrices et 22 remorques (quelques motrices furent reconstruites en 1942).
Après la Seconde Guerre mondiale, le réseau de tramways, ayant souffert des années de guerre et d'occupation, est remplacé par des trolleybus. Les premiers engins de ce type sont mis en service à partir de 1942 sur la ligne de Cimiez (ligne 35). Le dernier tram circule le 10 janvier 1953.
Les lignes furent supprimées dans l'ordre suivant :
- 1947 : ligne du Grave de Peille ;
- 1948 : le 28 novembre, ligne 22 ;
- 1950 : ligne de Contes et ligne 6 ;
- 1951 : ligne 3 et 9 ;
- 1953 : le 10 janvier, ligne 7.

## Exploitation

### Le trafic marchandise
Il existait un trafic de marchandises,
- à l'intérieur de Nice desservant
  - les usines de Contes (ciments, chaux et gaz)
  - la gare du Sud des chemins de fer de Provence
  - le port qui alimentait la ville en charbon
- sur la ligne de Sospel, desservant les chantiers de construction de la ligne de Nice à Breil-sur-Roya du PLM

### Matériel roulant
Automotrices
- N° 1 à 30, motrices livrées en 1900 par les ateliers de Saint-Denis, destinées à la ligne du littoral,
- N° 31 à 36, motrices livrées en 1900 par les ateliers de Saint-Denis, destinées à la ligne de Monte-Carlo et luxueuses,
- N° 37 à 100, motrices livrées en 1900 par les ateliers de Saint-Denis,destinées au réseau urbain,
- N° 101 à 106, motrices livrées en 1903 par Brissonneau et Lotz et destinées à la ligne de Cagnes
- N° 111 à 130, motrices livrées en 1904 par Thomson-Houston et destinées aux lignes départementales
- N° 151 à 170, motrices livrées en 1906 par Thomson-Houston et destinées aux lignes départementales
- N° 201 à 216, motrices livrées en 1910 par Thomson-Houston et destinées aux lignes départementales
- N° 251 à 258, motrices livrées en 1925 par les Établissements Soulé et destinées au réseau urbain

Remorques
- N° 301 à 316, livrées en 1908 par les Établissements Soulé, ouvertes type "baladeuse",
- N° 351 à 358, livrées en 1925 par les Établissements Soulé,
- N° 401 à 418, mise en service en 1902, ex tramways à chevaux, plates formes ouvertes,
- N° 501 à 515, livrées en 1901 par les Établissements Carde, fermées aux extrémités
- N° 516 à 520, livrées en 1901 par les Établissements Carde, fermées aux extrémités
- N° 600 à 619, mise en service en 1900, ex tramways à chevaux,ouvertes, type "baladeuse",
- N° 700, mise en service en 1900, ex tramways à chevaux, ouverte, type "baladeuse",
- N° 731 à 736, mise en service en 1911, ex motrices 101 à 106, plates formes ouvertes,
- N° 801 à 812, (initialement numérotées 201 à 212), achetées en 1903  en seconde main aux chemins de fer nogentais, ouvertes, type "baladeuse",
- N° 813 à 822, (initialement numérotées 213 à 222), , livrées en 1905 par les Établissements Carde, ouvertes, type "baladeuse",
- N° 901,  mise en service en 1916, construite par les ateliers TNL, plates formes ouvertes,
- N° 921,  mise en service en 1927, construite par les ateliers TNL, plates formes fermées,

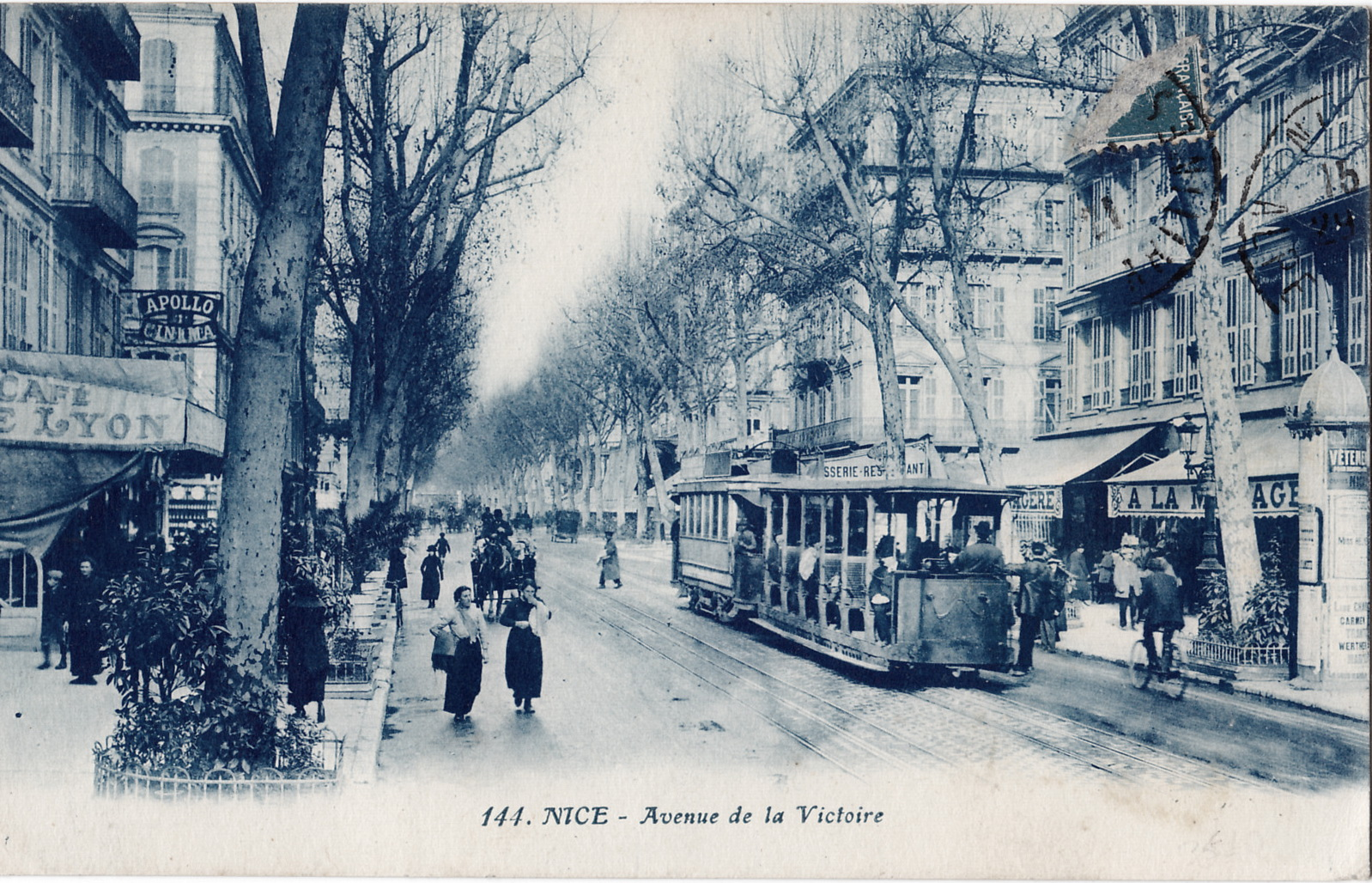
Motrice électrique et remorque ouverte, à la fin des années 1910.
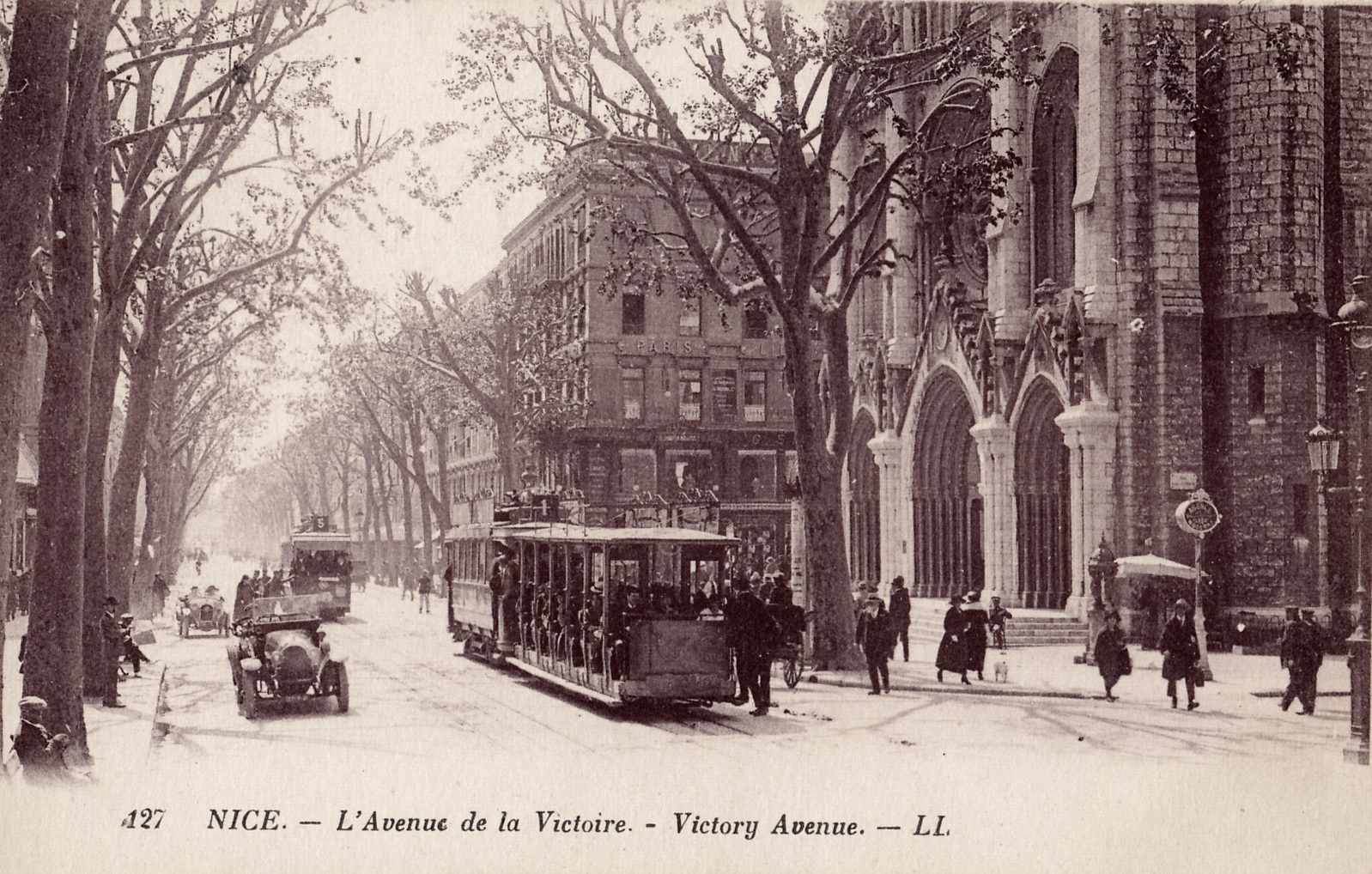
Vue d'une composition identique, avenue de la Victoire, dans les années 1920.
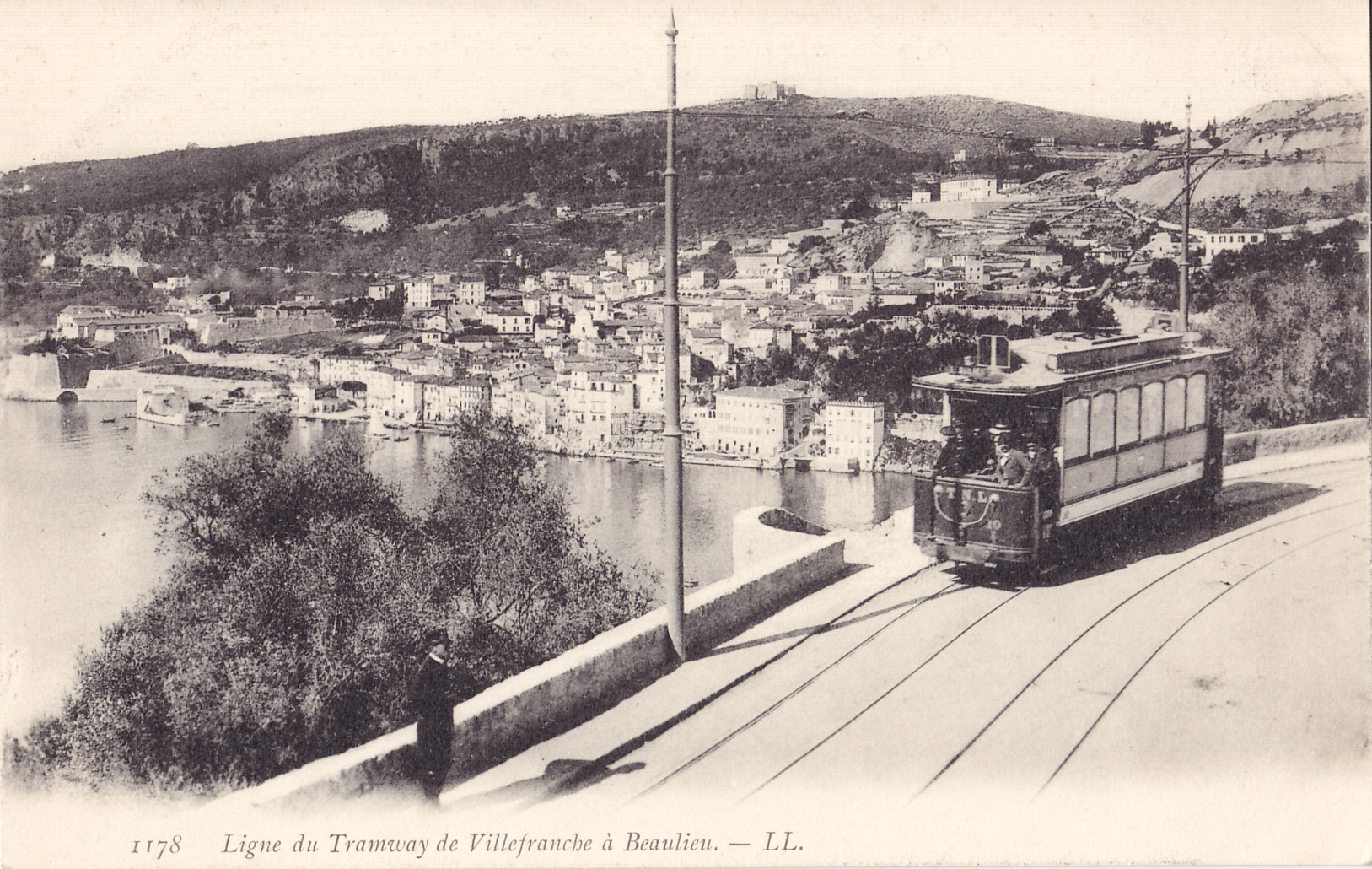
Motrice n°10 sur la ligne de  Villefranche à Beaulieu.
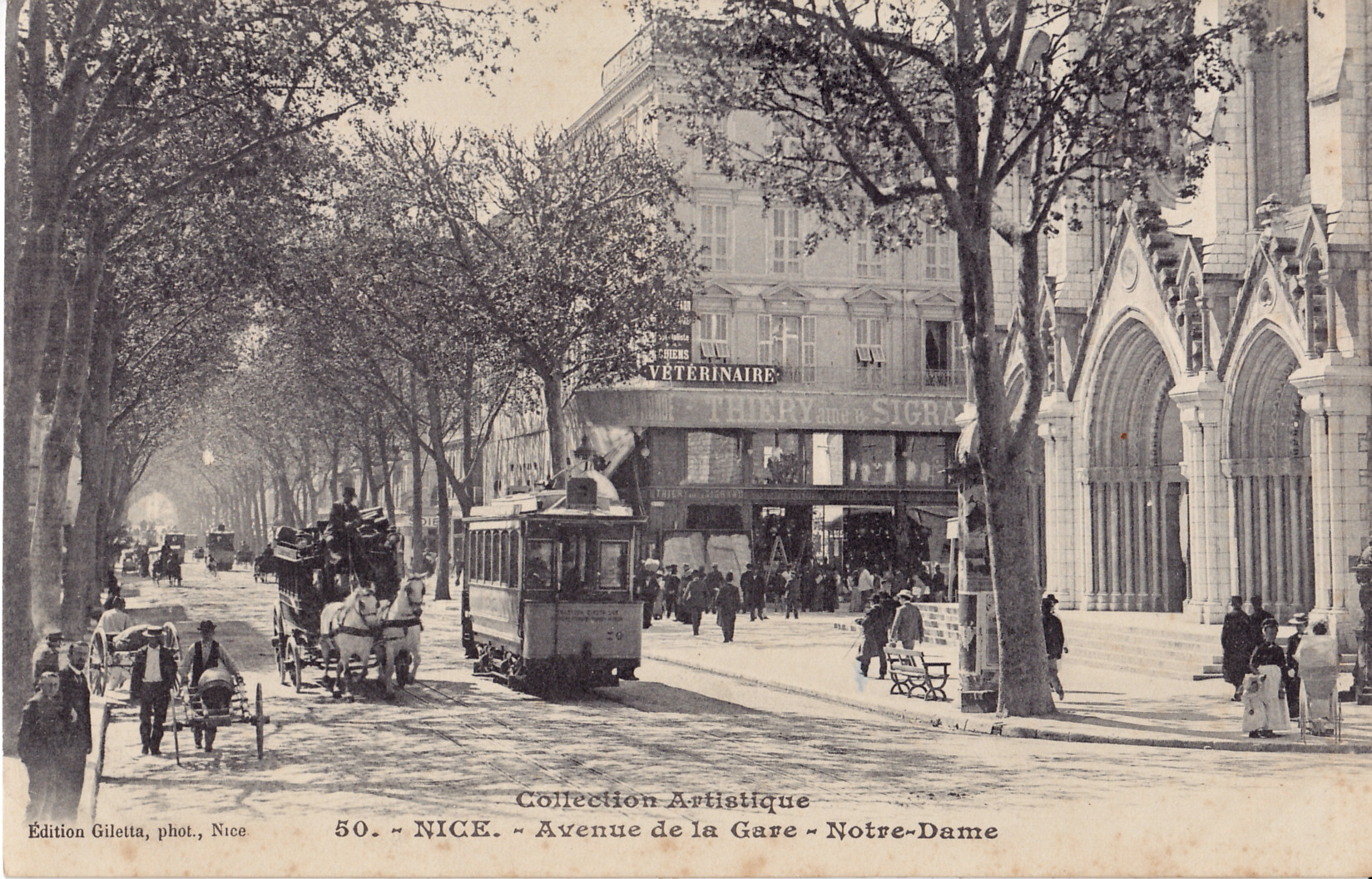
Motrice série 37 à 100, avenue de la Gare.
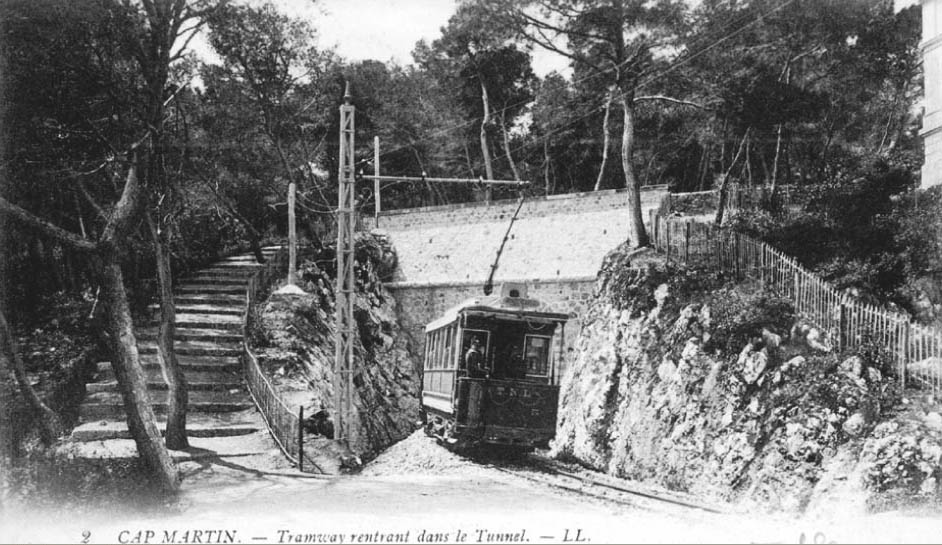
Motrice de la série 1 à 30 au Cap Martin.

## Vestiges et matériels préservés
L'ancien dépôt "Sainte Agathe" de la compagnie TNL à Nice, est devenu Nice TNL un centre commercial situé dans le quartier de Riquier.